# Барнаульский юридический институт МВД России
Барнаульский юридический институт МВД России расположен в Центральном районе города.

## История
29 июня 1957 года была образована Барнаульская специальная средняя школа подготовки начальствующего состава МВД СССР. 7 февраля 1962 года состоялся первый набор слушателей заочного обучения.
В 70-80-е XX века годы Барнаульская школа МВД СССР являлась самой крупной в системе средних учебных заведений этого профиля за Уралом. К этому времени были оборудованы кабинеты социально-экономических наук, криминалистики, специальной техники, военно-физической подготовки, автокласс, фотолаборатория, оснащены всем необходимым шесть лекционных залов, восемь специализированных кабинетов, спортзал, тир, борцовский зал, клуб на 420 мест.
В 1993 году на базе института были организованы очные шестимесячные курсы, которые вели подготовку специалистов по специальности «Правоохранительная деятельность».
7 апреля 1998 года Правительство Российской Федерации принимает постановление о создании Барнаульского юридического института МВД России. В 1999 году в распоряжение нового вуза был передан военный городок бывшего Барнаульского высшего военного авиационного училища летчиков (площадью более 10 га), имеющий полувековую историю.
В структуру института входят 4 факультета. Факультет подготовки сотрудников полиции и следователей является одним из самых крупных подразделений. На нем обучаются курсанты и слушатели по специальностям «Правоохранительная деятельность» и «Правовое обеспечение национальной безопасности».

## Структура

### Факультеты
- Факультет подготовки сотрудников полиции и следователей
- Факультет заочного обучения
- Факультет профессиональной подготовки
- Факультет переподготовки и повышения квалификации